# كهوف قمران

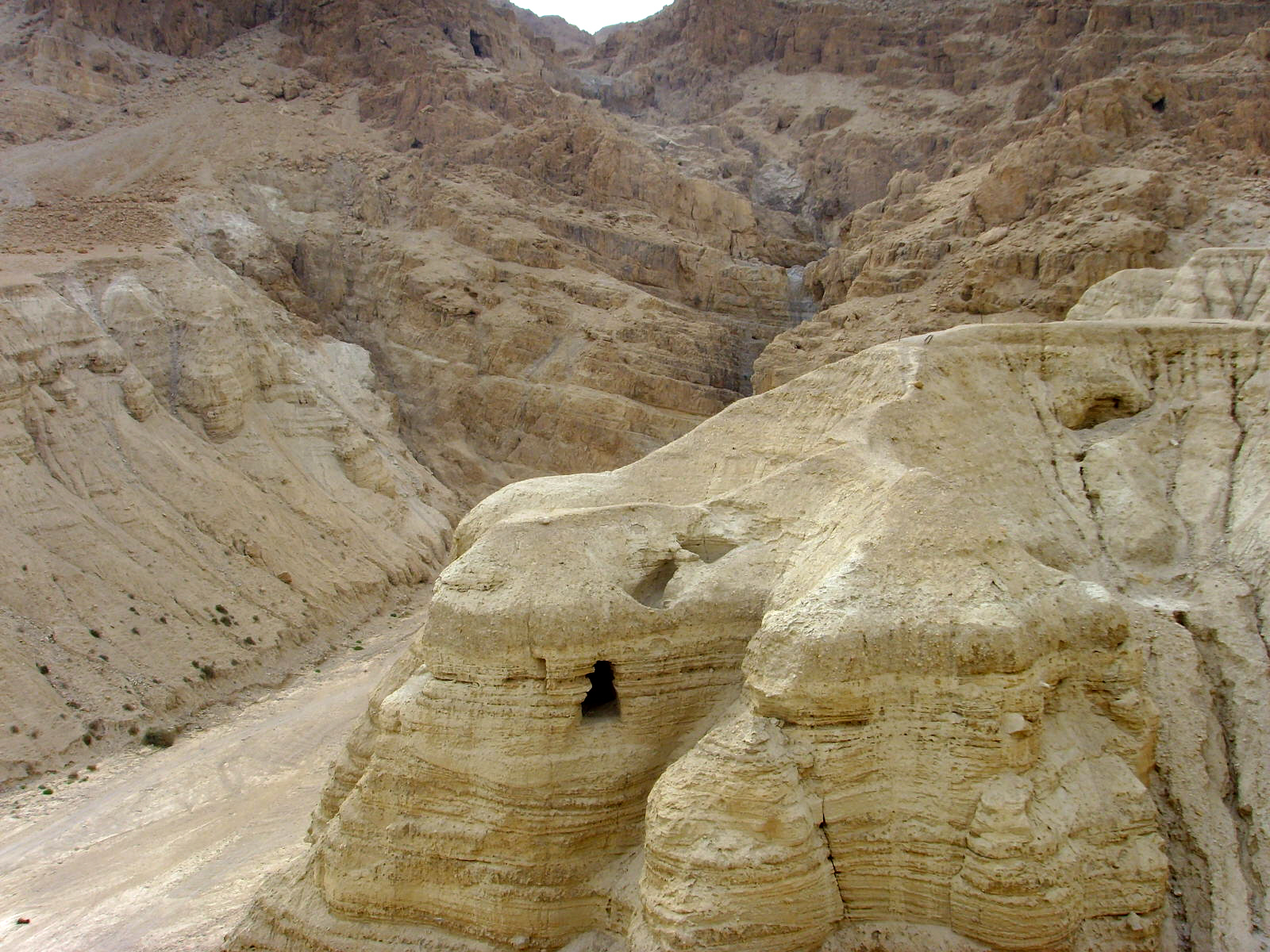
كهف قمران الرابع مع كهوف أخرى في الخلفية

كهوف قمران هي سلسلة من الكهوف، بعضها طبيعي وبعضها اصطناعي، وجدت حول موقع خربة قمران الأثري في صحراء يهودا بالضفة الغربية. وقد اكتشفت مخطوطات البحر الميت في هذه الكهوف.
استولت هيئة الطبيعة والحدائق الإسرائيلية على الموقع بعد نهاية حرب عام 1967، عندما احتلت إسرائيل الضفة الغربية واستولت على خربة قمران. استثمرت إسرائيل منذ ذلك الحين بكثافة في المنطقة لإنشاء كهوف قمران كموقع «للتراث اليهودي الإسرائيلي الفريد». الكهوف معترف بها في إسرائيل كموقع للتراث الوطني، على الرغم من وجود الكهوف في الأراضي الفلسطينية المحتلة. مما آثار إنتقادات على هذا التصنيف.

## التاريخ
تحتوي المنحدرات الجيرية فوق خربة قمران على العديد من الكهوف التي استخدمت على مدى آلاف السنين: الآثار الأولى للاحتلال تعود إلى العصر النحاسي ثم إلى العصر العربية. تعود الكهوف الاصطناعية إلى فترة الاستيطان في خربة قمران.

## الكهوف الاصطناعية

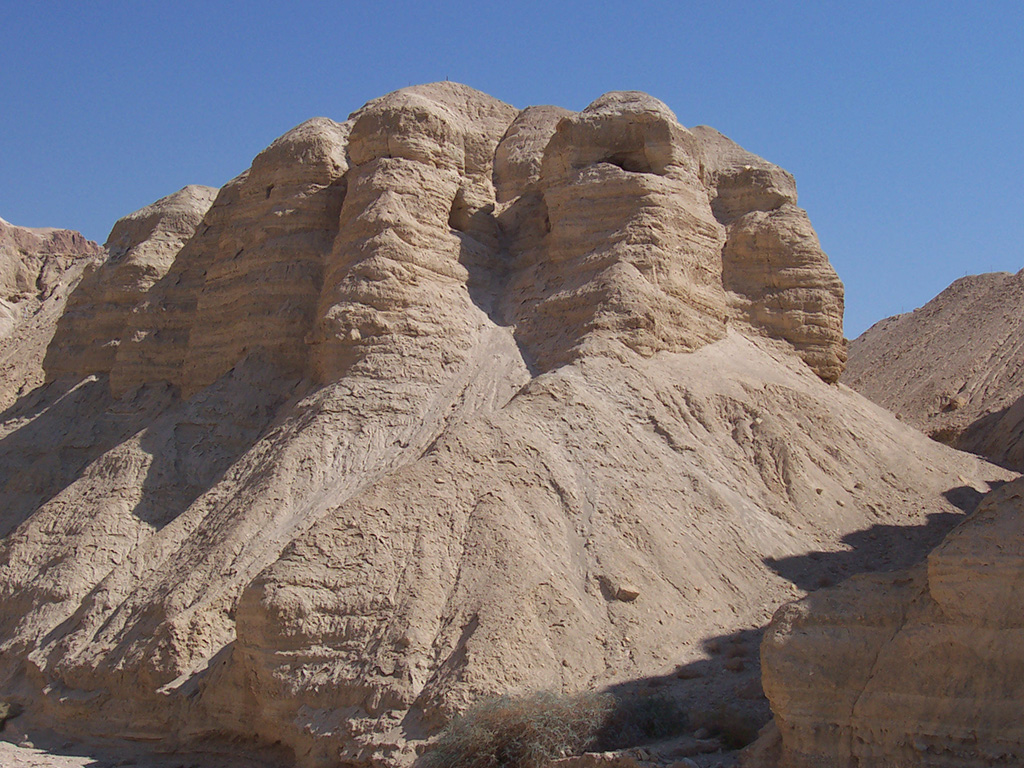
الكهف الرابع أ (على اليمين) والكهف العاشر (في الوسط) كهوف يمكن رؤيتها من جهة الجنوب في وادي قمران

هُناك نحو عشرة كهوف من الطين الجيري في المنطقة القريبة من قمران من بينها كهف بيضاوي يقع في غرب المنطقة، وكهفان يقعان إلى الشمال في واد منفصل وكن يتصل موقعها بمستوطنة قمران، ولا يمكن الوصول إلى الكهوف الثلاثة الواقعة في نهاية المنطقة إلا عن طريق المستوطنة. يُعتقد أن هذه الكهوف حُفرت لكي تُستخدم في التخزين والسكن. يعتبر الطين الجيري حجرًا ناعمًا ويجعل عملية التنقيب سهلة نسبيًا، على الرغم من صعوبة عمليات التنقيب في الكهفين السابع والتاسع.
كان كهف قمران الرابع، والذي يمكن رؤيته الآن من ساحة قمران، في الواقع عبارة عن كهفين متجاورين أشار إليهما الأثري دي فو بأسماء «الكهف الرابع أ» و«الكهف الرابع ب»، ولكن مع صعوبة تحديد أيّ المخطوطات تنتمي إلى أحد الكهفين، لذلك جمعت مخطوطات الكهفين معا في وقت لاحق باعتبارها تخص الكهف الرابع. عُثر على شظيتين أو ثلاث شظايا فقط في الكهف الرابع ب بينما كان لا يزال من الممكن العثور على مئات الشظايا في الكهف الرابع أ أثناء عمليات التنقيب. كان طول الكهف الرابع أ نحو 8 أمتار وعرضه 3.25 مترًا مع جدران مستدقة يصل ارتفاعها إلى 3 أمتار.

## عمليات التنقيب في المنطقة

مخطوطة إشعياء التي اكتشفت في كهوف قمران

أجرى الأثريان جوزيف باتريش ويجيل يادين خلال الفترة ما بين عامي 1984-1985 مسحًا منهجيًا لأكثر من 57 كهفًا من الكهوف الواقعة في شمال منطقة قمران واثنين من الكهوف الواقعة في الجنوب. وفي الفترة ما بين عامي 1985-1991، قام باتريش بالتنقيب في خمسة كهوف أخرى كان من بينها الكهف الثالث والكهف الحادي عشر، وكان من بين الاستنتاجات التي توصل إليها باتريش أن الكهوف لم تكن تُستخدم كمساكن لأعضاء طائفة البحر الميت، بل كانت بمثابة مخازن وأماكن للاختباء. اكتُشف بعد ذلك أنه لم يكن هناك سوى عدد قليل من الشقوق النحاسية أسفل الصخور الواقعة في الكهف الثالث، مما يدل على أن السقف قد انهار قبل عصور احتلال قمران. كان الكهف الثالث غير مأهول بالسكان وكان يستخدم فقط لتخزين اللفائف المتبقية هناك.
وفي عام 1988 عُثر على إبريق صغير ينتمي إلى العصر الهيرودي في كهف باتريش المُسمى بالكهف الثالث عشر، والواقع شمال الكهف الثالث مباشرةً. كان الإبريق ملفوفًا بألياف النخيل ويحتوي على سائل لزج افترض باتريش أنه بقايا زيوت عطرية. وفي عام 1991، اكتشفت العديد من سدادات الجرار بالإضافة إلى جرة كاملة مملوءة بنوى التمر والتمور الجافة مما يشير إلى احتلال الكهف، ولكن بما أن المنطقة الواقعة أمام الكهف لم تظهر أي محاولة لتحويلها إلى شرفة، فقد استنتج باتريش أن الاحتلال لم يستمر طويلا.
أما عندما فُحص الكهف الحادي عشر فلم يتم العثور على أي آثار تعود لعصور احتلال قمران. كان كهف باتريش المسمى الكهف الرابع والعشرين، والذي يقع بين الكهف الحادي عشر والكهف الثالث، كبيرًا وصالحًا للسكن، لكنه لم يظهر أي علامة تدل على أنه استخدم للسكن على مدى زمني طويل. كذلك كان الكهف السابع والثلاثين الواقع في أعلى الجرف على بعد كيلومترين جنوبي منطقة قمران، موقعًا غير محتمل للسكن الدائم، بسبب عدم وجود إمكانية للوصول إليه.
حدثت المزيد من عمليّات التنقيب في الكهوف الواقعة شمال قمران وفي أواخر عام 1995 وبدايات عام 1996، واكتشفت كهوف أخرى لم تكن قد فُحصت من قبل ويُعتقد أنها كانت تُستخدم كمساكن لسكان منطقة قمران إلى جانب كهوف صناعية أخرى تآكلت منذ فترة طويلة بعيدًا عن حافة المصطبة المنحوتة من الطين الجيري.
ركزت عمليّات التنقيب على المنطقة الواقعة شمال قمران مباشرة، حيث فُحص كهفين يقعان في واد صغير أطلق عليهما أسماء «الكهف ج» والكهف و» . كان الكهف الأول قد انهار جزء من سقفه وكان مملوءًا بالطمي الناتج عن الفيضانات المفاجئة، إلا أنه كان لا يزال يحتوي على 280 كسرة خزفية، بينما كان الكهف و قد انهار بالكامل، ولكن عند التنقيب عُثر على 110 كسرة خزفية، واستنتج الأثريون أن كهوف تلك المنطقة كانت تُستخدم للسكن.

## مخطوطات البحر الميت

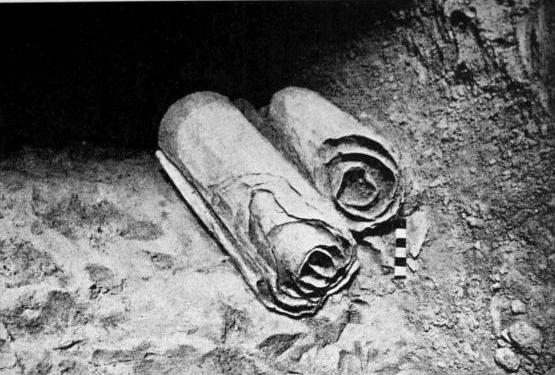
لفائف المخطوطات التي وجدت في موقع كهوف قمران

في الفترة ما بين أواخر عام 1946 وبداية عام 1947، كان الصبي البدوي محمد أحمد الحامد الملقب بالذئب، والذي ينتمي إلى قبيلة التعامرة يبحث عن حيوان ضائع له عندما عثر على الكهف الأول. كان هذا الكهف يحتوي على مخطوطات يعود تاريخها إلى ألفي عام مضت. زار الكثير من أبناء قبيلة التعامرة الكهف وحملوا اللفائف والمخطوطات التي عُثر عليها إلى مدنهم حيث عرضوها على الأب مار صموئيل من دير القديس مرقس في نيسان 1947 ومن ثمّ أعلن عن اكتشاف مخطوطات البحر الميت. لم يتم الكشف عن موقع الكهف لمدة 18 شهرًا أخرى، إلى أن أجري في النهاية تحقيق مشترك في موقع الكهف على يد رولاند دي فو وجيرالد لانكستر هاردينج في الفترة من 15 فبراير إلى 5 مارس 1949.
أدى الاهتمام بالمخطوطات على أمل الحصول على المال من بيعها إلى قيام التعامرة بعملية بحث طويلة على مستوى المنطقة للعثور على المزيد من هذه المخطوطات، وكانت أولى ثمار هذه العمليّات في عام 1951 عندما اكتشفت أربعة كهوف في وادي المربعات تمتد لقرابة 15 كيلومترًا جنوب منطقة قمران. وفي فبراير 1952، اكتُشف في منطقة قمران كهف آخر يشار إليه الآن باسم الكهف الثاني بينما كان الكهف الأول هو أول الكهوف التي عُثر فيها على المخطوطات، ولم يُعثر سوى على بقايا قليلة فقط في هذا الكهف. أدى الخوف من تدمير الأدلة الأثرية مع اكتشاف البدو للكهوف إلى قيام المدارس الفرنسية والأمريكية بحملة لاستكشاف جميع الكهوف الأخرى للعثور على أي مخطوطات متبقية. ولكن على الرغم من قيام الحملة الاستكشافيّة بفحص 230 كهفًا طبيعيًا وشقوقًا وغيرها من أماكن الاختباء المحتملة في منطقة تبلغ مساحتها 8 كيلومترات على طول المنحدرات بالقرب من قمران، إلا أن 40 كهفًا منها فقط كانت تحتوي على قطع أثرية، والأخص الكهف الثالث الذي يُعتبر أكثرها غرابة والذي عُثر فيه على المخطوطة التي تعود للعصر النحاسي.

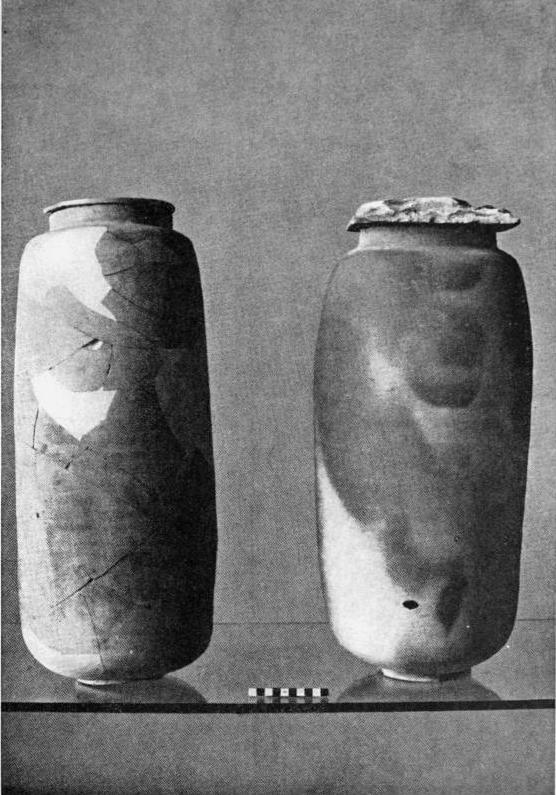
أواني قمران

لم يكتشف التعامرة الكهف الرابع سوى في سبتمبر عام 1952. وبعدما عرضوا على الأثري دي فو كمية كبيرة من القطع، اتصل بهاردينغ الذي كان قد قاد عمليات التنقيب في موقع قمران ليجد هذا الأخير أن البدو قد اكتشفوا عدة كهوف تقع بالقرب من آثار قمران. كانت هذه الكهوف هي الكهف الرابع والكهف الخامس والكهف السادس، وكان الكهف الرابع هو أكبرها وأهمها حيث حوي بداخله قرابة ثلاثة أرباع اللفائف التي عُثر عليها في منطقة قمران. كان أول كهفين من هذه الكهوف عبارة عن شرفة حفرت من الطين الجيري، بينما كان الكهف الثالث يقع عند مدخل مضيق قمران أسفل الوادي مباشرة.
وفي عام 1955، سلطت عمليّات التنقيب والمسح الضوء على سُلّم يؤدي إلى بقايا ثلاثة كهوف اصطناعية أخرى واقعة في نهاية ساحة قمران، وهي الكهف السابع والكهف الثامن والكهف التاسع، والتي كانت جميعها قد انهارت وتآكلت، كما عُثر على كهف رابع، وهو الكهف العاشر الموجود على نفس النتوء الذي يضم كل من الكهف الرابع والكهف الخامس.
كان آخر الكهوف التي تحتوي على مخطوطات، والتي تمكّن التعامرة من العثور عليها، هو كهف قمران الحادي عشر الذي اكتُشف في أوائل عام 1956. وكان من بين محتوياته مخطوطة سفر اللاويين العبرية القديمة، ولفائف المزامير العظيمة، ولفائف الهيكل التي تم تهريبها في وقت لاحق.
وفي فبراير/شباط عام 2017، أعلن عن اكتشاف كهف قمران الثاني عشر، والذي تضمنت محتوياته أوعية تخزين مكسورة بالكامل وأجزاء من اللفائف، ولكن دون العثور على أي مخطوطات، وقام ج. راندال برايس وطلاب من جامعة ليبرتي في فرجينيا إلى جانب فريق دولي من علماء الآثار من الجامعة العبرية في القدس المُحتلة بفحص الكهف. كما عُثر أيضًا على رؤوس فؤوس حديدية تعود إلى خمسينيات القرن العشرين، مما يشير إلى حدوث عمليات نهب. اكتشف علماء الآثار أيضًا أواني فخارية وشفرات صوان ورؤوس سهام وختمًا من العقيق يعود تاريخه إلى العصر النحاسي والعصر الحجري الحديث.
كان لعمليّات التنقيب في المنطقة الفضل في اكتشاف مخطوطات البحر الميت الجديدة منذ 60 عامًا. وحتى وقت قريب فقد عُثر على مخطوطات البحر الميت فقط في 11 كهفًا في منطقة قمران قبل اكتشاف المخطوطات في الكهف الثاني عشر. وبحسب تصريحات إسرائيل حسون، المدير العام لهيئة الآثار الإسرائيلية، فإن اكتشاف هذا الكهف أظهر أنه لا تزال هناك أعمالًا كشفية مهمة في انتظار القيام بها ولا تزال هناك بقايا أثرية في انتظار الكشف عنها في صحراء يهودا.